# Nekrolog Februar 2005
Nekrolog
◄◄
| ◄
| 2001
| 2002
| 2003
| 2004
| 2005 | 2006 | 2007 | 2008 | 2009 | ► | ►►
Januar |
Februar |
März |
April |
Mai |
Juni |
Juli |
August |
September |
Oktober |
November |
Dezember 2005
Weitere Ereignisse | Allgemeiner Nekrolog 2005
Die Beschreibung der verstorbenen Person sollte so kurz wie möglich gehalten sein und nur deren signifikante Tätigkeit(en) enthalten.
Neue Namen ggf. auch unter dem Geburts- und Sterbedatum, also etwa unter 1. Januar und im Geburts- und Sterbejahr (2024) eintragen (nur bei entsprechender großer Wichtigkeit). Für Beispiele siehe die schon vorhandenen Artikel.
Außerdem über die fünf zuletzt Verstorbenen, zu denen es einen ausreichend guten Artikel für eine Präsentation auf der Hauptseite gibt, nach der todesbedingten Überarbeitung der Artikel ggf. auch unter Wikipedia Diskussion:Hauptseite informieren und sie am besten auch in den anderen Wikipedia-Sprachversionen eintragen. Tipp: Regelmäßig bei news.google.de nach „ist tot“, „gestorben“ oder „verstorben“ suchen.
Wenn eine Person gestorben ist, gibt es viele Seiten zu dieser Person in der Wikipedia, die davon auch betroffen sind und entsprechend aktualisiert werden müssen. Beispiele: Namenübersichtsseite, Geburtsjahr, Geburtsort-Seiten und viele mehr.
Wie finde ich die betroffenen Seiten?
Im Suchfeld auf der linken Seite gibt man den Suchbegriff so ein: „Vorname Nachname“. Dann klickt man auf Volltext und alle Seiten mit entsprechendem Suchtext werden aufgerufen. Hier sieht man dann schnell, wo auch das Todesjahr Sinn macht oder sogar ein Teil des Artikels angepasst werden muss. Auch hilft das „Werkzeug“ auf der linken Seite sehr gut, um solche Seiten aufzufinden: „Links auf diese Seite“. Somit ist die Wikipedia wieder aktuell in allen Bereichen! Hinweis: bei Eintragung der Kategorie „Gestorben JAHR“ wird der Missbrauchsfilter 49 ausgelöst, was jedoch nicht schlimm ist. Siehe: Spezial:Missbrauchsfilter/49
Dies ist eine Liste von im Februar 2005 verstorbenen bekannten Persönlichkeiten. Die Einträge erfolgen innerhalb der einzelnen Daten alphabetisch sortiert. Tiere sind im Nekrolog für Tiere zu finden.

## Februar
| Tag         | Name                                  | Beruf, bekannt als                                                                   | Alter | Beleg |
| ----------- | ------------------------------------- | ------------------------------------------------------------------------------------ | ----- | ----- |
| 1. Februar  | Werner Arnold                         | Schweizer Radsportler                                                                | 74    |       |
| 1. Februar  | Ángel Bracho                          | mexikanischer Künstler                                                               | 93    |       |
| 1. Februar  | Henrique Canto e Castro               | portugiesischer Schauspieler                                                         | 74    |       |
| 1. Februar  | Edward D. Freis                       | US-amerikanischer Mediziner                                                          | 92    |       |
| 1. Februar  | Edward Hay, 13. Marquess of Tweeddale | britischer Peer und Politiker                                                        | 57    |       |
| 1. Februar  | Anderl Heckmair                       | deutscher Bergsteiger und Bergführer                                                 | 98    |       |
| 1. Februar  | Jürgen Hoika                          | deutscher Vor- und Frühgeschichtler                                                  | 63    |       |
| 1. Februar  | Hagen Jakubaschk                      | deutscher Fachschriftsteller (Elektronik)                                            | 70    |       |
| 1. Februar  | Siegfried Leibholz                    | deutscher Geheimdienstoffizier (MfS)                                                 | 79    |       |
| 1. Februar  | John Vernon                           | kanadischer Schauspieler                                                             | 72    |       |
| 1. Februar  | Tonny Vos-Dahmen von Buchholz         | niederländische Kinder- und Jugendbuchautorin                                        | 81    |       |
| 1. Februar  | Jean-Pierre Warner                    | britischer Jurist                                                                    | 80    |       |
| 2. Februar  | Giorgio Buchner                       | deutsch-italienischer Archäologe                                                     | 90    |       |
| 2. Februar  | Yvon DesRochers                       | kanadischer Sportfunktionär                                                          | 59    |       |
| 2. Februar  | Christoph Eidens                      | deutscher Jazzvibraphonist                                                           | 46    |       |
| 2. Februar  | Issa El-Saieh                         | haitanischer Saxophonist, Klarinettist, Komponist und Geschäftsmann                  | 85    |       |
| 2. Februar  | Birgitte Federspiel                   | dänische Schauspielerin                                                              | 79    |       |
| 2. Februar  | Martin J. Hillenbrand                 | US-amerikanischer Diplomat und Hochschullehrer                                       | 89    |       |
| 2. Februar  | Georg W. Költzsch                     | deutscher Kunsthistoriker und Museumsleiter                                          | 66    |       |
| 2. Februar  | Volkmar Küntscher                     | deutscher Ingenieur und Professor für Kraftfahrzeugtechnik                           | 65    |       |
| 2. Februar  | Armand François M. Le Bourgeois       | französischer Geistlicher, Bischof von Autun                                         | 93    |       |
| 2. Februar  | Goffredo Lombardo                     | italienischer Filmproduzent                                                          | 84    |       |
| 2. Februar  | Robert Mermoud                        | schweizerischer Musiker und Komponist                                                | 92    |       |
| 2. Februar  | Eike Reuter                           | Landeskirchenmusikdirektor von Thüringen                                             | 67    |       |
| 2. Februar  | Max Schmeling                         | deutscher Schwergewichtsboxer                                                        | 99    |       |
| 2. Februar  | Yvonne Sherman                        | US-amerikanische Eiskunstläuferin                                                    | 74    |       |
| 2. Februar  | Hermann Stahlberg                     | deutscher Politiker (CDU), MdB                                                       | 84    |       |
| 2. Februar  | Hubert Werden                         | deutscher Maler, Bildhauer und Kunsterzieher                                         | 96    |       |
| 2. Februar  | Wulf-Paul Werner                      | deutscher Lokalpolitiker und Bürgermeister                                           | 50    |       |
| 2. Februar  | Jerzy Wojnar                          | polnischer Rodelsportler                                                             | 74    |       |
| 2. Februar  | E. M. Wright                          | britischer Mathematiker                                                              | 98    |       |
| 3. Februar  | Corrado Bafile                        | italienischer apostolischer Nuntius in Deutschland                                   | 101   |       |
| 3. Februar  | Joseph Anthony De Palma               | US-amerikanischer Geistlicher, Bischof von De Aar                                    | 91    |       |
| 3. Februar  | Ernst Mayr                            | deutsch-US-amerikanischer Biologe                                                    | 100   |       |
| 3. Februar  | Walerij Kowtun                        | ukrainischer Ballettmeister und Choreograph                                          | 60    |       |
| 3. Februar  | Walter Preißler                       | deutscher Jurist und Politiker, MdL                                                  | 89    |       |
| 3. Februar  | Surab Schwania                        | georgischer Politiker                                                                | 41    |       |
| 3. Februar  | James Patrick Sutton                  | US-amerikanischer Politiker                                                          | 89    |       |
| 3. Februar  | Raul Yusupov                          | georgischer Ministerialangestellter                                                  |       |       |
| 4. Februar  | Mildred Archer                        | britische Ethnologin und Kunsthistorikerin                                           | 93    |       |
| 4. Februar  | Ossie Davis                           | US-amerikanischer Schauspieler                                                       | 87    |       |
| 4. Februar  | Benito Gennaro Franceschetti          | Erzbischof von Fermo                                                                 | 69    |       |
| 4. Februar  | Elia Frosio                           | italienischer Bahnradsportler                                                        | 92    |       |
| 4. Februar  | Peter Heine                           | südafrikanischer Cricketspieler                                                      | 76    |       |
| 4. Februar  | Ed Kelly                              | US-amerikanischer Jazzpianist und Bandleader                                         | 69    |       |
| 4. Februar  | Danas Pozniakas                       | sowjetischer Boxer                                                                   | 65    |       |
| 4. Februar  | Alois Rohrmoser                       | österreichischer Gründer der Skifabrik Atomic                                        | 72    |       |
| 4. Februar  | Warren Vaché senior                   | US-amerikanischer Jazzmusiker und Journalist                                         | 90    |       |
| 5. Februar  | Sven Agge                             | schwedischer Biathlet                                                                | 79    |       |
| 5. Februar  | Hermann Braun                         | deutscher Heimatforscher und Kommunalpolitiker                                       | 95    |       |
| 5. Februar  | Gnassingbé Eyadéma                    | Präsident der Republik Togo                                                          | 69    |       |
| 5. Februar  | Veikko Helle                          | finnischer Manager und Politiker (SKP)                                               | 93    |       |
| 5. Februar  | Gustav König                          | deutscher Generalmusikdirektor in Essen                                              | 94    |       |
| 5. Februar  | Walter Korn                           | deutscher Politiker (CDU), MdL                                                       | 67    |       |
| 5. Februar  | Werner Küttner                        | deutscher Maler                                                                      | 93    |       |
| 5. Februar  | La Perrata                            | spanische Flamenco-Sängerin                                                          | 82    |       |
| 5. Februar  | Günter Reimann                        | deutscher Ökonom und Journalist                                                      | 100   |       |
| 8. Februar  | Sandra Valenti                        | italienische Leichtathletin                                                          | 65    |       |
| 6. Februar  | Lasar Naumowitsch Berman              | russischer Pianist                                                                   | 74    |       |
| 6. Februar  | Elbert N. Carvel                      | US-amerikanischer Politiker                                                          | 94    |       |
| 6. Februar  | Herwig Collmann                       | deutscher Flottillenadmiral                                                          | 89    |       |
| 6. Februar  | Hubert Curien                         | französischer Forschungsminister und Physiker                                        | 80    |       |
| 6. Februar  | Hermann Jünger                        | deutscher Goldschmied, Silberschmied und Zeichner                                    | 76    |       |
| 6. Februar  | Merle Kilgore                         | US-amerikanischer Country-Musiker                                                    | 70    |       |
| 6. Februar  | Werner Levi                           | deutsch-US-amerikanischer Politikwissenschaftler                                     | 92    |       |
| 6. Februar  | Detlef B. Linke                       | deutscher Hirnforscher                                                               | 59    |       |
| 6. Februar  | Liana Millu                           | italienische Schriftstellerin und Überlebende des Holocaust                          | 90    |       |
| 6. Februar  | Eduard Mückenhausen                   | deutscher Bodenkundler                                                               | 97    |       |
| 6. Februar  | Armin Müller                          | deutscher Schriftsteller und Maler                                                   | 76    |       |
| 7. Februar  | Laurence Aarons                       | australischer Politiker                                                              | 87    |       |
| 7. Februar  | Benyamin Barslai                      | deutscher Rabbiner                                                                   | 81    |       |
| 7. Februar  | Nedžad Botonjič                       | slowenischer Fußballspieler                                                          | 27    |       |
| 7. Februar  | Atli Pætursson Dam                    | färöischer Politiker (Javnaðarflokkurin)                                             | 72    |       |
| 7. Februar  | Olav Hanssen                          | deutscher lutherischer Theologe, Pädagoge und Autor                                  | 89    |       |
| 7. Februar  | Jean-Louis Leuba                      | Schweizer evangelischer Geistlicher und Hochschullehrer                              | 92    |       |
| 7. Februar  | Rudolf Nickels                        | deutscher Politiker (CDU), MdL                                                       | 78    |       |
| 7. Februar  | Lasar Nikolow                         | bulgarischer Komponist                                                               | 82    |       |
| 7. Februar  | Madeleine Rebérioux                   | französische Historikerin                                                            | 84    |       |
| 7. Februar  | Paul Rebeyrolle                       | französischer Maler                                                                  | 78    |       |
| 7. Februar  | Guido Rivoir                          | Schweizer Pastor                                                                     | 103   |       |
| 7. Februar  | Hatun Sürücü                          | deutsche Auszubildende, die einem sogenannten Ehrenmord zum Opfer fiel               | 23    |       |
| 7. Februar  | Bob Turner                            | kanadischer Eishockeyspieler                                                         | 71    |       |
| 8. Februar  | Simón Bajour                          | argentinischer Geiger und Tangomusiker polnisch-jüdischer Herkunft                   | 76    |       |
| 8. Februar  | Jackson Berenguer Prado               | brasilianischer Bischof                                                              | 86    |       |
| 8. Februar  | Germund Dahlquist                     | schwedischer Mathematiker                                                            | 80    |       |
| 8. Februar  | Helmut Eder                           | österreichischer Komponist                                                           | 88    |       |
| 8. Februar  | Emma Frede                            | deutsche Dame                                                                        | 88    |       |
| 8. Februar  | Parker Hall                           | US-amerikanischer American-Football-Spieler                                          | 88    |       |
| 8. Februar  | Thyra Hamann-Hartmann                 | deutsche Textilkünstlerin                                                            | 94    |       |
| 8. Februar  | Keith Knudsen                         | US-amerikanischer Schlagzeuger                                                       | 56    |       |
| 8. Februar  | Ovo Maltine                           | deutscher Schauspieler und AIDS-Aktivist                                             | 38    |       |
| 8. Februar  | Gaston Rahier                         | belgischer Motocrossfahrer                                                           | 58    |       |
| 8. Februar  | Lázaro Ros                            | kubanischer Sänger                                                                   | 80    |       |
| 8. Februar  | Michael Schibilsky                    | deutscher evangelischer Theologe                                                     | 58    |       |
| 8. Februar  | Jimmy Smith                           | US-amerikanischer Jazzorganist                                                       | 76    |       |
| 8. Februar  | Javier Tusell                         | spanischer Zeithistoriker und Politiker                                              | 59    |       |
| 8. Februar  | Marthe Wéry                           | belgische Malerin                                                                    | 74    |       |
| 9. Februar  | Tyrone Davis                          | US-amerikanischer Soul-Musiker                                                       | 66    |       |
| 9. Februar  | Gustav Gocke                          | deutscher Ringer                                                                     | 85    |       |
| 9. Februar  | Traute Grundmann                      | deutsche Politikerin (CDU), MdL                                                      | 65    |       |
| 9. Februar  | Hanno Helbling                        | schweizerischer Schriftsteller, Übersetzer, Redakteur                                | 74    |       |
| 9. Februar  | Robert Kearns                         | US-amerikanischer Erfinder des Intervall-Scheibenwischers                            | 77    |       |
| 9. Februar  | Heribert Klein                        | deutscher Journalist und Organist                                                    | 47    |       |
| 9. Februar  | Rajissa Kyrytschenko                  | ukrainische Sängerin                                                                 | 61    |       |
| 9. Februar  | Wolfgang Leiner                       | deutscher Romanist                                                                   | 79    |       |
| 9. Februar  | Sylvia Rafael                         | israelische Geheimdienstagentin                                                      | 67    |       |
| 9. Februar  | Josef Rasselnberg                     | deutscher Fußballspieler und -trainer                                                | 92    |       |
| 9. Februar  | Rimhak Ree                            | kanadisch-koreanischer Mathematiker                                                  | 82    |       |
| 9. Februar  | Pedro Sanchez                         | italienischer Schauspieler                                                           | 80    |       |
| 9. Februar  | Ursula Schröder-Feinen                | deutsche Opernsängerin                                                               | 68    |       |
| 9. Februar  | Ignazio Spalla                        | italienischer Schauspieler                                                           | 80    |       |
| 10. Februar | Humbert Balsan                        | französischer Filmproduzent                                                          | 50    |       |
| 10. Februar | David Allan Bromley                   | US-amerikanischer Physiker                                                           | 78    |       |
| 10. Februar | Jean Cayrol                           | französischer Autor und Verleger                                                     | 93    |       |
| 10. Februar | Ben Jones                             | grenadischer Politiker                                                               | 80    |       |
| 10. Februar | Arthur Miller                         | US-amerikanischer Schriftsteller                                                     | 89    |       |
| 11. Februar | Samuel W. Alderson                    | US-amerikanischer Erfinder                                                           | 90    |       |
| 11. Februar | Georg Buschor                         | deutscher Schlagertexter                                                             | 81    |       |
| 11. Februar | Jack L. Chalker                       | US-amerikanischer Science-Fiction-Autor                                              | 60    |       |
| 11. Februar | Wladimir Alexandrowitsch Kotelnikow   | russischer Mathematiker                                                              | 96    |       |
| 11. Februar | Dénes Kovács                          | ungarischer Violinist                                                                | 74    |       |
| 11. Februar | Wendel Langenegger                    | Schweizer Lehrer, Heimatforscher und Archivar                                        | 92    |       |
| 11. Februar | Míla Myslíková                        | tschechische Schauspielerin                                                          | 71    |       |
| 11. Februar | James Porter                          | römisch-katholischer Priester                                                        | 70    |       |
| 12. Februar | Marinus van der Goes van Naters       | niederländischer Politiker, MdEP                                                     | 104   |       |
| 12. Februar | Brian Kelly                           | US-amerikanischer Film- und Fernsehschauspieler                                      | 73    |       |
| 12. Februar | James McClure                         | US-amerikanischer Tischtennisspieler                                                 | 88    |       |
| 12. Februar | Alfred Sirven                         | französischer Topmanager                                                             | 78    |       |
| 12. Februar | Sammi Smith                           | US-amerikanische Sängerin                                                            | 61    |       |
| 12. Februar | Dorothy Stang                         | brasilianische Nonne, Bürgerrechtlerin und Umweltaktivistin                          | 73    |       |
| 12. Februar | Karl-Heinz Tuschel                    | deutscher Science-Fiction-Autor und Kabaretttexter                                   | 76    |       |
| 12. Februar | Rafael Vidal                          | venezolanischer Schwimmer                                                            | 41    |       |
| 13. Februar | Saminini Arulappa                     | Erzbischof von Hyderabad                                                             | 80    |       |
| 13. Februar | Harry Baird                           | britischer Schauspieler                                                              | 73    |       |
| 13. Februar | Fritz Deumlich                        | deutscher Geodät                                                                     | 82    |       |
| 13. Februar | Sixten Ehrling                        | schwedischer Dirigent                                                                | 86    |       |
| 13. Februar | Helga Einsele                         | deutsche Kriminologin und Strafrechtsreformerin                                      | 94    |       |
| 13. Februar | Hans Höllrigl                         | deutscher Politiker (SPD), MdL Bayern                                                | 82    |       |
| 13. Februar | Magid Musisi                          | ugandischer Fußballspieler                                                           | 36    |       |
| 13. Februar | Lúcia dos Santos                      | portugiesische Ordensschwester, Zeugin einer Marienerscheinung                       | 97    |       |
| 13. Februar | Manuel Talamás Camandari              | mexikanischer, römisch-katholischer Bischof von Ciudad Juárez                        | 87    |       |
| 13. Februar | Maurice Trintignant                   | französischer Automobilrennfahrer                                                    | 87    |       |
| 14. Februar | Heinz Cüppers                         | Direktor des Rheinischen Landesmuseums Trier                                         | 75    |       |
| 14. Februar | Rafiq al-Hariri                       | libanesischer Ministerpräsident                                                      | 60    |       |
| 14. Februar | Aubelin Jolicoeur                     | haitianischer Kolumnist                                                              | 80    |       |
| 14. Februar | Werner Lindenmaier                    | deutscher Jurist                                                                     | 83    |       |
| 14. Februar | Pauli Toivonen                        | finnischer Rallyefahrer                                                              | 75    |       |
| 14. Februar | René Vingerhoedt                      | belgischer Karambolagespieler                                                        | 83    |       |
| 14. Februar | Dick Weber                            | US-amerikanischer Profibowler                                                        | 75    |       |
| 14. Februar | Henry Wolf                            | US-amerikanischer Fotograf und Grafikdesigner                                        | 79    |       |
| 15. Februar | Emmanuela Aichinger                   | deutsche Ordensgeistliche, Äbtissin von Tettenweis                                   | 88    |       |
| 15. Februar | Edgar Jarratt Applewhite              | US-amerikanischer Schriftsteller                                                     | 85    |       |
| 15. Februar | Gösta Odqvist                         | schwedischer Generalleutnant                                                         | 92    |       |
| 15. Februar | Pierre Bachelet                       | französischer Sänger                                                                 | 60    |       |
| 15. Februar | Otto Binder                           | österreichischer Holocaust-Überlebender                                              | 95    |       |
| 15. Februar | Richard Grunberger                    | britischer Historiker                                                                | 80    |       |
| 15. Februar | Rolf Lidberg                          | schwedischer Künstler und Botaniker                                                  | 74    |       |
| 15. Februar | Bill Potts                            | US-amerikanischer Jazzpianist, Komponist, Arrangeur und Musikpädagoge                | 76    |       |
| 16. Februar | Michael Aikman                        | australischer Ruderer                                                                | 71    |       |
| 16. Februar | Hans von Blixen-Finecke junior        | schwedischer Vielseitigkeitsreiter                                                   | 88    |       |
| 16. Februar | Nicole DeHuff                         | US-amerikanische Schauspielerin                                                      | 30    |       |
| 16. Februar | Leroy Harris junior                   | US-amerikanischer Jazz- und Rhythm-&-Blues-Musiker (Altsaxophon, Klarinette, Gesang) | 89    |       |
| 16. Februar | Ida Köhne                             | deutsche Malerin                                                                     | 97    |       |
| 16. Februar | Aldo Del Monte                        | italienischer römisch-katholischer Geistlicher und Bischof von Novara                | 89    |       |
| 16. Februar | Juri Andrejewitsch Morosow            | russischer Fußballspieler und -trainer                                               | 70    |       |
| 16. Februar | Nariman Sadiq                         | ägyptische Königin                                                                   | 70    |       |
| 16. Februar | Gerda Marie Scheidl                   | deutsche Kinderbuchautorin                                                           | 91    |       |
| 16. Februar | Marcello Viotti                       | italienischer Dirigent                                                               | 50    |       |
| 16. Februar | Gerry Wolff                           | deutscher Schauspieler                                                               | 84    |       |
| 17. Februar | Franco Bracardi                       | italienischer Komponist, Musiker und Schauspieler                                    | 67    |       |
| 17. Februar | Elah Gottlieb                         | deutsche Malerin                                                                     | 91    |       |
| 17. Februar | Jens Martin Knudsen                   | dänischer Astrophysiker                                                              | 74    |       |
| 17. Februar | César Marcelak                        | französischer Radrennfahrer                                                          | 92    |       |
| 17. Februar | Dan O’Herlihy                         | irischer Schauspieler                                                                | 85    |       |
| 17. Februar | Omar Sívori                           | argentinisch-italienischer Fußballspieler und -trainer                               | 69    |       |
| 18. Februar | Attilio Giovannini                    | deutscher Widerstandskämpfer gegen das NS-Regime                                     | 91    |       |
| 18. Februar | Uli Derickson                         | deutsch-US-amerikanische Flugbegleiterin                                             | 60    |       |
| 18. Februar | Josef Bergmann                        | italienischer Fußballspieler                                                         | 80    |       |
| 18. Februar | Gwendolyn Knight                      | US-amerikanische Bildhauerin                                                         | 90    |       |
| 18. Februar | Robert R. Merhige Jr.                 | US-amerikanischer Jurist und Bundesrichter                                           | 86    |       |
| 18. Februar | Ingund Mewes                          | deutsche Theaterregisseurin, Schauspielerin und Autorin                              | 70    |       |
| 18. Februar | Larry Nozero                          | US-amerikanischer Jazzmusiker                                                        |       |       |
| 18. Februar | Hans Dieter Schmidt                   | deutscher Gymnasiallehrer und Schriftsteller                                         | 74    |       |
| 18. Februar | Harald Szeemann                       | Schweizer Kurator der Documenta 5 und der Biennalen Venedig                          | 71    |       |
| 19. Februar | Kihachi Okamoto                       | japanischer Filmregisseur                                                            | 82    |       |
| 19. Februar | Efrén Ramos Salazar                   | mexikanischer Geistlicher, Bischof von Chilpancingo-Chilapa                          | 65    |       |
| 19. Februar | Ernst Schrupp                         | freikirchlicher Theologiedozent                                                      | 89    |       |
| 19. Februar | Werner Wolf                           | deutscher Gewerkschafter und Politiker, MdA                                          | 76    |       |
| 19. Februar | Otto Zonschitz                        | österreichischer Schauspieler, Regisseur und Ensemblegründer                         | 65    |       |
| 20. Februar | Rachel Bissex                         | US-amerikanische Folkrocksängerin                                                    | 48    |       |
| 20. Februar | Sandra Dee                            | US-amerikanische Schauspielerin                                                      | 62    |       |
| 20. Februar | Witali Grossmann                      | deutsch-kasachischer Eishockeyspieler                                                | 42    |       |
| 20. Februar | Josef Holeček                         | tschechoslowakischer Kanute                                                          | 84    |       |
| 20. Februar | Dalene Matthee                        | südafrikanische Schriftstellerin                                                     | 66    |       |
| 20. Februar | Raymond Mhlaba                        | südafrikanischer Politiker und Bürgerrechtler                                        | 84    |       |
| 20. Februar | Rudolf Spade                          | deutscher Schauspieler, Hörspielsprecher und Autor                                   | 76    |       |
| 20. Februar | Hunter S. Thompson                    | US-amerikanischer Schriftsteller und Reporter                                        | 67    |       |
| 20. Februar | Jef van de Vijver                     | niederländischer Radrennfahrer                                                       | 89    |       |
| 20. Februar | Karl Weschke                          | deutsch-britischer Maler                                                             | 79    |       |
| 20. Februar | Thomas Willmore                       | britischer Mathematiker                                                              | 85    |       |
| 20. Februar | Jimmy Young                           | US-amerikanischer Boxer                                                              | 56    |       |
| 21. Februar | Stefi Ákos                            | ungarische Sängerin                                                                  | 85    |       |
| 21. Februar | Zdzisław Beksiński                    | polnischer Maler, Bildhauer, Grafiker und Designer                                   | 75    |       |
| 21. Februar | Gérard Bessette                       | frankokanadischer Schriftsteller und Hochschullehrer                                 | 84    |       |
| 21. Februar | Maria Broel-Plater-Skassa             | polnische Widerstandskämpferin                                                       | 91    |       |
| 21. Februar | Guillermo Cabrera Infante             | spanischsprachiger Schriftsteller und Filmkritiker                                   | 75    |       |
| 21. Februar | Horst Drinda                          | deutscher Regisseur und Schauspieler                                                 | 77    |       |
| 21. Februar | Robert Hauer-Riedl                    | österreichischer Schauspieler                                                        | 62    |       |
| 21. Februar | Reimund Helms                         | deutscher Politiker in Berlin, MdA                                                   | 51    |       |
| 21. Februar | Karl Ingenerf                         | deutscher Kommunalpolitiker (CDU)                                                    | 81    |       |
| 21. Februar | Edmond Kasperski                      | deutscher Fußballspieler                                                             | 81    |       |
| 21. Februar | Guy Mathot                            | belgischer, wallonischer Politiker                                                   | 63    |       |
| 21. Februar | Josef Metternich                      | deutscher Opernsänger                                                                | 89    |       |
| 21. Februar | Decio Molignoni                       | italienischer Politiker (Südtirol)                                                   | 89    |       |
| 21. Februar | Maarten van Severen                   | belgischer Möbeldesigner                                                             | 48    |       |
| 21. Februar | Oleksandr Sinowjew                    | ukrainischer Radrennfahrer                                                           | 43    |       |
| 21. Februar | Ernest Vandiver                       | US-amerikanischer Politiker                                                          | 86    |       |
| 22. Februar | Michel Bardinet                       | französischer Schauspieler                                                           | 73    |       |
| 22. Februar | Willi Bartels                         | deutscher Automobilrennfahrer                                                        | 76    |       |
| 22. Februar | Honoré Bonnet                         | französischer Alpinskitrainer                                                        | 85    |       |
| 22. Februar | David Bradford                        | US-amerikanischer Wirtschaftswissenschaftler                                         | 66    |       |
| 22. Februar | Luigi Giussani                        | katholischer Priester                                                                | 82    |       |
| 22. Februar | Gerhard Hecht                         | deutscher Boxer                                                                      | 81    |       |
| 22. Februar | Kurt Kreuger                          | schwedischer Boxer                                                                   | 91    |       |
| 22. Februar | Lee Eun-ju                            | südkoreanische Schauspielerin                                                        | 24    |       |
| 22. Februar | Claus Leininger                       | deutscher Theaterregisseur und Intendant                                             | 74    |       |
| 22. Februar | Adolf Müller                          | deutscher Gewerkschafter und Politiker, MdB                                          | 88    |       |
| 22. Februar | Josette Rey-Debove                    | französische Romanistin und Lexikografin                                             | 75    |       |
| 22. Februar | Mario Ricci                           | italienischer Radrennfahrer                                                          | 90    |       |
| 22. Februar | Simone Simon                          | französische Schauspielerin                                                          | 94    |       |
| 23. Februar | Truck Branss                          | deutscher Rundfunk- und Fernsehregisseur                                             | 79    |       |
| 23. Februar | Bruno Frey                            | deutscher Kulturförderer und Mäzen                                                   | 84    |       |
| 23. Februar | Reinhard Menger                       | deutscher Ingenieur                                                                  | 84    |       |
| 23. Februar | Gottfried Schille                     | deutscher evangelischer Neutestamentler                                              | 75    |       |
| 23. Februar | Henk Zeevalking                       | niederländischer Mitbegründer der Partei Democraten 66                               | 82    |       |
| 24. Februar | John Barron                           | US-amerikanischer Journalist                                                         | 75    |       |
| 24. Februar | Jochen Bleicken                       | deutscher Historiker                                                                 | 78    |       |
| 24. Februar | Thadée Cisowski                       | französischer Fußballspieler                                                         | 78    |       |
| 24. Februar | Rolf Illig                            | deutscher Schauspieler                                                               | 79    |       |
| 24. Februar | András Kozák                          | ungarischer Theater- und Filmschauspieler                                            | 62    |       |
| 24. Februar | Heinrich Purkarthofer                 | österreichischer Historiker, Archivar und Heraldiker                                 | 70    |       |
| 24. Februar | Wolfgang Sperner                      | österreichischer Journalist und Buchautor                                            | 80    |       |
| 24. Februar | Udo-Dieter Wange                      | deutscher Politiker (SED)                                                            | 76    |       |
| 24. Februar | Hans-Jürgen Wischnewski               | deutscher Politiker (SPD), MdB, Bundesminister, MdEP                                 | 82    |       |
| 24. Februar | Ekkehard zur Megede                   | deutscher Sportjournalist und Publizist                                              | 78    |       |
| 25. Februar | Peter Benenson                        | britischer Anwalt, Gründer von Amnesty international                                 | 83    |       |
| 25. Februar | Béla Grunberger                       | französischer Psychoanalytiker ungarischer Herkunft                                  | 102   |       |
| 25. Februar | Gerhard Harmannus Janssen             | deutscher Kunstmaler                                                                 | 91    |       |
| 25. Februar | Siegfried L. Kratochwil               | österreichischer Maler und Dichter                                                   | 88    |       |
| 25. Februar | Gerhard Lau                           | deutscher Schauspieler                                                               | 79    |       |
| 25. Februar | Atif Muhammad Nagib Sidqi             | ägyptischer Politiker und Ministerpräsident (1986–1996)                              | 74    |       |
| 25. Februar | Pappo                                 | argentinischer Rock- und Bluesgitarrist                                              | 54    |       |
| 25. Februar | Hubertus Wald                         | deutscher Kaufmann, Mäzen und Stiftungsgründer                                       | 92    |       |
| 25. Februar | Robert Zeppel-Sperl                   | österreichischer Maler                                                               | 60    |       |
| 25. Februar | Alfred Zwiebel                        | deutsch-US-amerikanischer Kunstmaler                                                 | 90    |       |
| 26. Februar | Marko Dyga                            | Politiker der CSU                                                                    | 81    |       |
| 26. Februar | Henry Grunwald                        | Chefredakteur von „TIME“ und US-amerikanischer Botschafter in Österreich             | 82    |       |
| 26. Februar | Maryan Jedrzejczak                    | französischer Fußballspieler und -trainer                                            | 81    |       |
| 26. Februar | Witness Mangwende                     | simbabwischer Politiker                                                              | 58    |       |
| 26. Februar | Jef Raskin                            | US-amerikanischer Informatiker                                                       | 61    |       |
| 26. Februar | Ursula Starlinger                     | deutsche Lehrerin und Politikerin (CDU)                                              | 88    |       |
| 26. Februar | Nathan Steinberger                    | deutscher Wirtschaftswissenschaftler und Kommunist                                   | 94    |       |
| 27. Februar | Hans Frieder Baisch                   | deutscher Verleger und Journalist                                                    | 67    |       |
| 27. Februar | Armand Forel                          | Schweizer Arzt und Politiker (PdA)                                                   | 84    |       |
| 27. Februar | Werner Kleine                         | deutscher Ruderer                                                                    | 97    |       |
| 27. Februar | Ernst Lichtenberg                     | deutscher Politiker (CDU), MdHB                                                      | 65    |       |
| 27. Februar | John Patterson                        | US-amerikanischer Filmregisseur                                                      | 64    |       |
| 28. Februar | Chris Curtis                          | englischer Schlagzeuger                                                              | 63    |       |
| 28. Februar | Louis Frommelt                        | liechtensteinischer Sportschütze                                                     | 61    |       |
| 28. Februar | Giovanni Invernizzi                   | italienischer Fußballspieler und -trainer                                            | 73    |       |
| 28. Februar | Mario Luzi                            | italienischer Lyriker                                                                | 90    |       |
| 28. Februar | Werner Steinbach                      | deutscher Maschinenbauingenieur                                                      | 85    |       |
| 28. Februar | Édouard Stern                         | französischer Bankier und Finanzier                                                  | 50    |       |
| 28. Februar | Alarich Wallner                       | österreichischer Komponist und Dirigent                                              | 82    |       |
| 28. Februar | Alfons Weinzierl                      | deutscher Ingenieur und Politiker (CSU), MdL Bayern                                  | 73    |       |
| Februar     | Edith Biewend                         | deutsche Schriftstellerin                                                            | 81    |       |
| Februar     | Hans Werner Bracht                    | deutscher Jurist und Hochschullehrer                                                 |       |       |